# روبر گراسن
روبر گراسن (انگلیسی: Robert Grassin؛ ۱۷ سپتامبر ۱۸۹۸ – ۲۶ ژوئن ۱۹۸۰) ورزشکار دوچرخه‌سواری پیست اهل فرانسه بود.
وی در مسابقات کشوری و بین‌المللی در مجموع برندهٔ ۱ مدال طلا، ۱ مدال برنز شده‌است.